# Ассади, Лукас
Лу́кас Умбе́рто Асса́ди Рейга́дас (исп. Lucas Humberto Assadi Reygadas; 8 января 2004, Чили) — чилийский футболист, нападающий клуба «Универсидад де Чили» и сборной Чили.

## Клубная карьера
Ассади — воспитанник клуба «Универсидад де Чили». 30 июля 2021 году в матче против «Ньюбленсе» он дебютировал в чилийской Примере. 15 сентября 2022 года в поединке против «Палестино» Лукас забил свой первый гол за «Универсидад де Чили». 

## Международная карьера
В 2019 году в составе юношеской сборной Чили Ассади принял участие в юношеском чемпионате мира в Бразилии. На турнире он сыграл в матче против команды Франции.
20 ноября 2022 года в товарищеском матче против сборной Словакии Ассади дебютировал за сборную Чили. 
В 2023 году в составе молодёжной сборной Чили Ассади принял участие в молодёжном чемпионате Южной Америки в Колумбии. На турнире он сыграл в матчах против сборных Венесуэлы, Эквадора, Боливии и Уругвая. В поединке против болийцев Лукас забил гол.
В 2023 году в составе олимпийской сборной Чили Ассади принял участие в домашних Панамериканских играх. На турнире он сыграл в матчах против команд Мексики, Доминиканской Республики и Бразилии. В поединке против доминиканцев Лукас забил гол.